# Xiaochang
Xiaochang (en chino, 孝昌; pinyin, Xiàochāng) es un condado bajo la administración directa de la Prefectura Xiaogan. Se ubica al este de la provincia de Hubei, sur de la República Popular China. Su área es de 1191 km² y su población total para 2017 superó los 670 mil habitantes. 

## Administración
El condado de Xiaochang se divide en 12 pueblos que se administran en 8 poblados y 4 villas.

## Toponimia
El condado fue fundado en el año 454 d. C., durante la dinastía Wei del Norte, bajo el nombre Xiaochang y viene de la frase "La piedad filial prospera" (孝子昌盛 Xiàozǐ Chāngshèng). Más tarde, en el año 924 durante la dinastía Tang, para evitar el tabú de que un lugar lleve el nombre de un gobernante, Li Guochang (李国昌), se cambió Chang (昌) por Gan (感) y quedó Xiaogan.
El 10 de abril de 1993, Xiaogan fue elevada a ciudad-condado y esta localidad recuperó su nombre original.